# Carmo do Rio Verde (kommun)
Carmo do Rio Verde är en kommun i Brasilien.   Den ligger i delstaten Goiás, i den centrala delen av landet, 200 km väster om huvudstaden Brasília. Antalet invånare är 8 939.
Följande samhällen finns i Carmo do Rio Verde:
- Carmo do Rio Verde

Omgivningarna runt Carmo do Rio Verde är huvudsakligen savann. Runt Carmo do Rio Verde är det ganska glesbefolkat, med 28 invånare per kvadratkilometer.